# Llista d'illes de l'oceà Atlàntic
A continuació es mostra un llistat d'illes de l'oceà Atlàntic, la més gran de les quals és Groenlàndia.
Tingueu en compte que la definició d'oceà utilitzada per l'Organització Hidrogràfica Internacional (OHI) exclou els mars, golfs, badies, etc., que voregen el propi oceà. Per exemple, no totes les illes del Regne Unit es troben realment a l'Atlàntic o voregen amb aquest. Com a referència, les illes dels golfs i els mars s'inclouen en una secció separada. Les illes oceàniques estan formades per muntanyes submarines que s'aixequen del fons oceànic amb pics sobre la superfície de l'oceà i no formen part de les plaques tectòniques continentals.

## Llista per subregió

### Oceà Atlàntic Nord

#### Est
- Açores (Portugal)
  - Illa de São Miguel, Illa de Santa Maria, Illa de Terceira, Illa de la Graciosa, Illa de São Jorge, Illa de Pico, Illa Faial, Illa de Flores, Illa de Corvo
- Arxipèlag de les Berlengas (Portugal)
- Arxipèlag dels Bijagós (Guinea Bissau)
- Illes Canàries (Espanya)
  - Lanzarote, Fuerteventura, Gran Canària, Tenerife, La Gomera, La Palma, El Hierro, La Graciosa
- Illes de Cap Verd
  - Illa de Boa Vista, Illa Brava, Illa de Fogo, Illa de Maio, Illa de Santo Antão, Illa de São Vicente, Illa de Santa Luzia, Illa de São Nicolau, Illa de Sal, Santiago
- Territoris britànics:
  - Gran Bretanya
  - Anglesey (Gal·les, Regne Unit)
  - Illa de Man (dependència de la corona britànica)
  - Hèbrides (Escòcia, Regne Unit)
  - Illes Òrcades (Escòcia, Regne Unit)
  - Illes Shetland (Escòcia, Regne Unit)
  - Illes Scilly (Anglaterra, Regne Unit)
  - Illa de Wight (Anglaterra, Regne Unit)
  - Illes Anglonormandes, un arxipèlag del canal de la Mànega, davant de la costa francesa de Normandia que són dependències de la corona britànica.

- Irlanda
  - Algunes de les illes menors d'Irlanda
- Madeira (Portugal)
  - Illa de Madeira, Porto Santo, Illes Desertas, Illes Salvatges
- Rockall (disputat pel Regne Unit, Noruega i Irlanda)
- Illes Salvatges (Portugal)
- São Tomé i Príncep

#### Nord
- Illes Fèroe (Dinamarca)
  - Borðoy, Eysturoy, Fugloy, Hestur , Kalsoy, Koltur, Kunoy, Lítla Dímun, Mykines, Nólsoy, Sandoy, Skúvoy, Stóra Dímun, Streymoy, Suðuroy, Svínoy, Vágar
- Groenlàndia (Dinamarca)
  - Illa Appat, Akilia, Alluttoq, Ammassalik, Anoraliuirsoq, Illa Apusiaajik, Illa Bjonesk, Illa Clavering, Qeqertarsuaq, Illa Egger, Eila, Hazenland, Skjoldungen, Hendrik, Herbert, Ikeq, Illa Ilssulorisuit, Illa de Johns Murray, Illa de Ilssulor Illa de França, Inussullissuaq, Illa Kuhn, Illa de Kulusuk, Illa Lindhands, Illa Lynn, Qeqertarsuatsiaq, Illa Salleq, Illa Salliaruseq, Illa Simiutaq, Illa Talerua, Illa Uummannaq, Illa Escalfament
- Islàndia
  - Illes habitades: Vestmannaeyjar, Hrísey, Grímsey, Flatey. Vegeu també la llista aquí de les illes menors d'Islàndia
- Illa de Baffin (Canadà)

#### Oest
- Trinitat i Tobago
- Antigua i Barbuda un costat limita amb l'Atlàntic
- Guadalupe
- Dominica
- Les Bahames
- Barbados
- Bermudes (Regne Unit)
- Terranova (Canadà)
  - Illa Baccalieu, Illa Bell, Illa Fogo, Illa Funk, Illa Kelly, Illa Random
- Oak Island (Canadà)
- Sable Island (Canadà)
- Illes costaneres dels Estats Units (de nord a sud)
  - Illa Matinicus, Illa Monhegan, Illa Mount Desert, Illes de Shoals, Illes del port de Boston, Illa Prudence, Illa de Conanicut, Illa de Aquidneck, Illa de Elizabeth, Martha's Vineyard, Illa de Nantucket, Fishers Island, Block Island, Long Island, Fire Island, Manhattan, Illa de Roosevelt, Staten Island, Illa de Barnegat Bay , Long Beach Island, Illa de Bonnet, Illa de Brigantine, Illa de Absecon, Peck's Beach Island, Ludlum Island, Seven Mile, Wildwoods Island, Cape May Island, Assateague Island, Chincoteague Island, Outer Banks, Sea Islands, Hilton Head Island, Key West (part de Florida Keys)

#### Sud
- Arxipèlag de Sant Pere i Sant Pau (Brasil)

### Oceà Atlàntic Sud
- Illa de l'Ascensió (Regne Unit)
- Santa Helena (Regne Unit)
- Tristan da Cunha (Regne Unit)
  - Illa Gough (Regne Unit)
  - Illa Inaccessible (Regne Unit)
  - Illa Nightingale (Regne Unit)
- Trindade i Martim Vaz (Brasil)
- Arxipèlag de Sant Pere i Sant Pau (Brasil)
- Atol de Rocas (Brasil)
- Fernando de Noronha (Brasil)
- Illa da Queimada Grande (Brasil)
- Illa de Lobos (Uruguai)
- Illa Bermejo (Argentina)

#### Regió antàrtica
- Illa Bouvet (Noruega)
- Illes Malvines (Regne Unit)
  - Falkland oriental
  - Falkland Occidental
  - Barren Island, Beauchene Island, Beaver Island, Bleaker Island, Carcass Island, George Island, Jason Islands, Keppel Island, Lively Island, New Island, Pebble Island, Saunders Island, Sealion Island, Speedwell Island, Staats Island, Weddell Island, West Point Illa
- Illes Geòrgia del Sud i Sandwich del Sud (Regne Unit)
- Terra del Foc (Argentina i Xile)
- Illa dels Estats (Argentina)
- Illa Observatorio (Argentina)
- Illa Gable (Argentina)

## Golfs i mars
Dins del mar Carib :
- San Andrés, Providència i Santa Catalina (Colòmbia)
- Llista d'illes del Carib

Dins del golf de Guinea :
- Guinea Equatorial
  - Llista d'illes de Guinea Equatorial
  - Bioko, Annobón, Corisco, Elobey Grande, Elobey Chico

Dins del mar de Groenlàndia :
- Jan Mayen

Dins del mar de Noruega :
- Lofoten, Noruega

Dins del golf de Sant Llorenç :
- Anticosti (Canadà)
- Illa del Cap Bretó (Canadà)
- Illes Magdalen (Canadà)
- Illa del Príncep Eduard (Canadà)
- Saint Pierre i Miqueló (França)
  - Saint Pierre Island, Miquelon Island, Ile aux Marins, Grand Colombier